# É Corpo, É Alma, É Religião
"É Corpo, É Alma, É Religião" é o segundo single da cantora e compositora brasileira Maria Rita extraído do álbum Coração a Batucar, a canção é de composição de Arlindo Cruz, Rogê, Arlindo Neto. Foi anunciado no dia 10 de Fevereiro de 2015, o lançamento da canção como single, e também do vídeo na Vevo, que fará parte de uma reedição do álbum Coração a Batucar em formato CD e DVD.

## Videoclipe
O vídeo ao vivo da canção foi lançado no dia 12 de Fevereiro de 2015 na Vevo. O clipe foi registrado durante um show exclusivo e intimista de Maria Rita nos estúdios Na Cena, em São Paulo. Nele mostra imagens de Maria Rita da maneira que ela mais gosta: cantando e interagindo com sua banda e plateia.

## Apresentações ao vivo
Maria Rita se apresentou com a canção no programa Altas Horas apresentado por Serginho Groisman no dia 28 de fevereiro de 2015.

## Lista de faixas
| Download digital |                                         |         |  |
| N.º              | Título                                  | Duração |  |
| 1.               | "É Corpo, É Alma, É Religião" (Ao Vivo) | 3:44    |  |
| 2.               | "É Corpo, É Alma, É Religião"           | 3:25    |  |